# Меткаф (окръг, Кентъки)
Окръг Меткаф (на английски: Metcalfe County) е окръг в щата Кентъки, Съединени американски щати. Площта му е 754 km², а населението - 10 037 души (2000). Административен център е град Едмънтън.